# Engie
Engie (Euronext ENGI) és una empresa francesa d'energia que realitza activitats en els àmbits de generació i distribució d'electricitat, gas natural i energia renovable. És la segona empresa més gran de serveis públics, amb més de 74 mil milions d'euros en ingressos anuals. també posseeix una participació del 35% a Suez Environnement, la companyia de tractament d'aigua i gestió de residus que se separà de Suez en el moment de la fusió. GDF Suez cotitza a les borses Euronext d'Euronext París i la Borsa de Brussel·les, i és un component dels índexs CAC 40 i BEL20.

## Història
El 25 de febrer del 2006, el primer ministre francès Dominique de Villepin anuncià la fusió de les empreses d'energia Suez i Gaz de France, amb l'objectiu de crear la més gran empresa del món de gas natural liquat. Com que l'estat francès posseïa més del 80% de Gaz de France, era necessari aprovar una nova llei per tal de fer possible la fusió. Mentre que Nicolas Sarkozy estigué durant diversos mesos oposat als plans del govern de Villepin per la fusió de les dues empreses, preferint un acord amb la italiana Eni, així es mantindria una participació de control per l'estat, posteriorment acceptà la proposta del govern. El pla per la fusió de Gaz de France i Suez fou atacat pel conjunt de l'esquerra política, que temien la pèrdua d'una de les maneres de prevenir passades pujades de preus experimentades en els últims tres anys, i pels gaullistes socials i els sindicats.
La Llei No. 2006-1537 del 7 de desembre del 2006 en el sector de l'energia autoritzà la privatització de Gaz de France. El 3 de setembre del 2007, Gaz de France i Suez anunciaren haver arribat a un acord de fusió, sobre la base d'un intercanvi de 21 accions de Gaz de France per 22 accions de Suez a través de l'absorció de Suez per Gaz de France. Diverses desinversions de Gaz de France i Suez havien sigut fetes per tal de satisfer les preocupacions de la Comissió de la Competència Europea: GDF acordà vendre la seva participació del 25% aproximat al productor d'electricitat belga SPE-Luminus per 515 milions d'euros. La participació fou comprada per Centrica (accionista de SPE) que exercí el seu dret d'adquisició preferent, bloquejant un acord previ per vendre la participació a Electricité de France. Suez, en canvi, es veié obligada a reduir la seva participació en la distribuïdora de gas natural Fluxys i vendre la seva filial belga de subministrament de gas Distrigas a Eni.
El juliol del 2009, la Comissió Europea multà GDF Suez i E.ON amb € 553 milions d'euros cadascuna pels acords sobre el Gasoducte Megal. Fou la segona més gran multa imposada per la Comissió Europea i la primera en el sector energètic. En 1975, Ruhrgas i Gaz de France arribaren a un acord segons el qual s'acordà no vendre gas als seus respectius mercats d'origen. L'acord fou abandonat el 2005.
A l'octubre del 2009 GDF Suez fou col·locat en un lloc 6 de les "Millors Companyies del Món" per A.T. Kearney i Business Week Magazine.

## Filials i participacions
- Electrabel - electricitat en Europa (el més gran proveïdor de Bèlgica)
- COFELY Ltd. - serveis de construcció i gestió d'instal·lacions
- ELIA - operador de xarxes de transport a Bèlgica (24,3% de participació a través d'Electrabel)
- Fluxys - operador de gas d'alta pressió de la xarxa a Bèlgica (participació del 45%)
- GRTgaz - operador de la xarxa de transport de gas a França
- Tractebel - generador d'electricitat al Brasil (67,8% de participació)
- Tractebel Engineering - consultoria d'enginyeria internacional
- Suez Environnement - antics actius en aigua i residus de Suez (participació del 35%)

## Estructura accionarial
El principal accionista de GDF Suez, a data de 31 de desembre del 2008, és el govern de França amb un 35,6%. Altres grans participacions estan en mans de Groupe Bruxelles Lambert (5,3%), empleats de l'empresa (2,7%), Caisse des dépôts i consignations (1,9%), Areva (1,2%), CNP Assurances (1,1%) i Sofina (0,7%).